# 金子哲夫
金子 哲夫（かねこ てつお、旧姓：松浦（まつうら）、1948年（昭和23年）7月18日 - ）は、日本の政治家、労働運動家、市民活動家。全国電気通信労働組合役員、原水爆禁止広島県協議会代表委員、衆議院議員（1期）、社会民主党広島県連代表を務めた。退任後は原水禁共同議長に就任している。

## 略歴
- 1948年（昭和23年） 島根県出雲市生まれ。
- 1967年（昭和42年） 島根県立出雲高等学校卒業。日本電信電話公社入社
- 1968年（昭和43年） 松江電報局配属
- 1970年（昭和45年） 電電公社中国通信局データ通信部（広島）配転
- 1972年（昭和47年） 全国電気通信労働組合役員
- 1974年（昭和49年）日本社会党入党
- 1979年（昭和54年） 日本社会党広島県本部青対部長
- 1981年（昭和56年） 日本電信電話公社を退職
- 1984年（昭和59年） ソ連のマルクス・レーニン主義研究所の招待でソ連を訪問
- 1988年（昭和63年） 原水爆禁止広島県協議会事務局次長（1999年まで）
- 1993年（平成5年）　参議院議員秘書（1996年まで）
- 2000年（平成12年）1月-原水爆禁止広島県協議会常任理事
  - 6月-第42回衆議院議員総選挙に初当選（広島3区では落選も比例で復活当選）
- 2003年（平成15年） 第43回衆議院議員総選挙で落選
- 2004年（平成16年） 第20回参議院議員通常選挙全国区で落選
- 2005年（平成17年） 第44回衆議院議員総選挙で落選
- 2007年（平成19年） 第21回参議院議員通常選挙全国区で落選
- 2012年（平成24年）第46回衆議院議員総選挙比例中国ブロック単独立候補で落選
- 2014年1月より、広島県原水禁代表委員に就任[3]。
- 2024年時点で、原水禁共同議長にも就任[2]。

## 政治的主張
- 2003年、静岡空港建設反対の国会議員署名活動で署名者に加わっている[4]。

## 北朝鮮関係
2001年12月7日に、当時の社民党副党首である渕上貞雄参議院議員や朝鮮総連副議長らとともに警視庁を訪問し、「朝鮮総聯中央本部に対する強制捜査は不当な政治弾圧」という決議文を伝達した。警察庁の幹部は、朝鮮総連幹部に国会議員が同行したことに「経済事件でバッジ（国会議員）が来るとは何事だ」と激怒し、警察庁は抗議文を内容証明付きで送り返した。

## 現役議員当時の政策
1. 平和憲法の護持
2. 大型公共事業から生活優先事業への転換
3. 安心できる高齢化社会の実現
4. 男女平等の確立
5. 食料自給率50％の達成